# Binboğa, Afşin
Binboğa là một xã thuộc huyện Afşin, tỉnh Kahramanmaraş, Thổ Nhĩ Kỳ. Dân số thời điểm năm 2010 là 303 người.